# Palazzo Sangiovanni
Il palazzo Sangiovanni è un edificio in stile tardo gotico del XV secolo, sito in contrà Santi Apostoli a Vicenza.

## Descrizione
Edificio tardogotico. Oggi sede di servizi dell'Ulss.

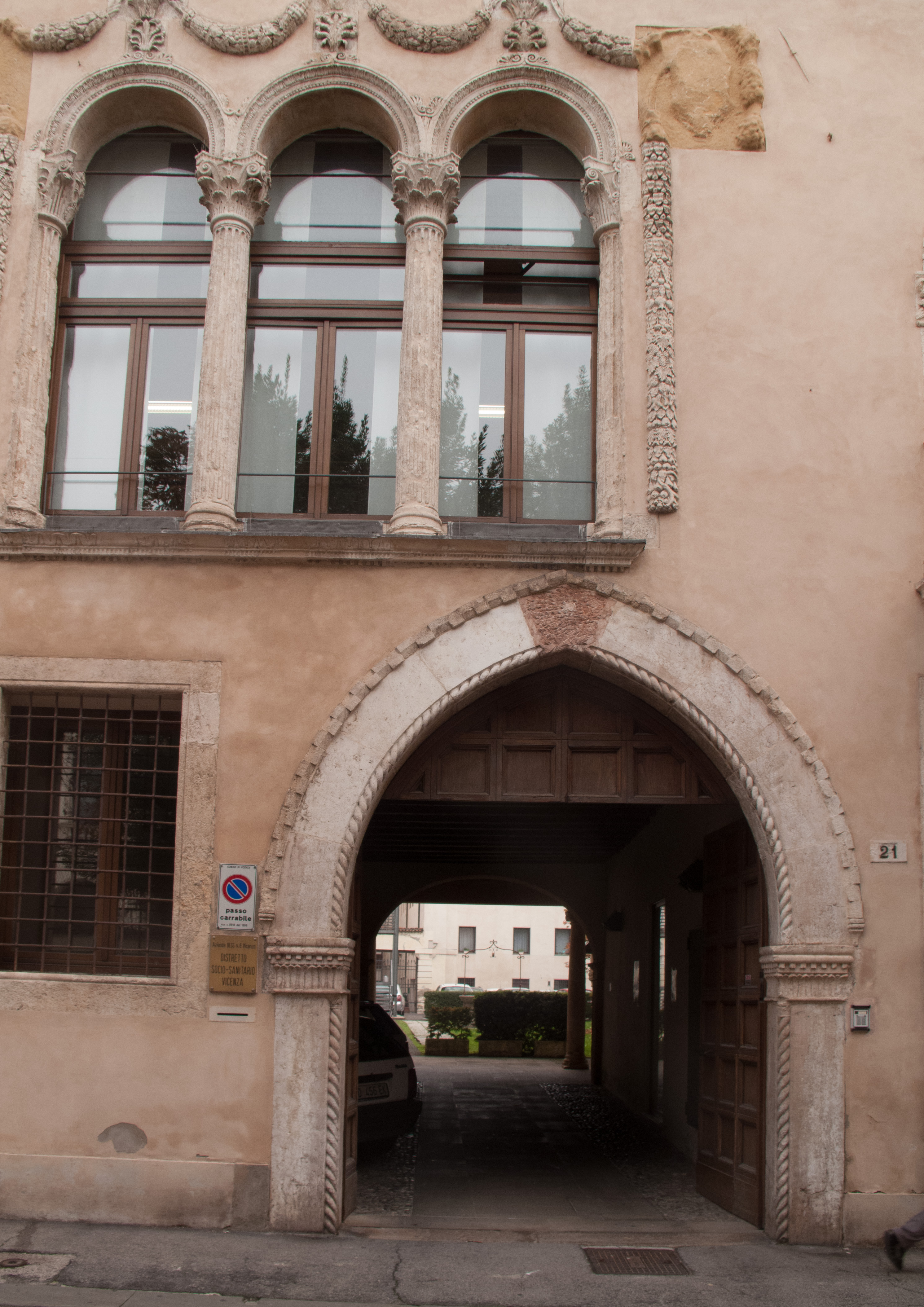
Portone e trifora
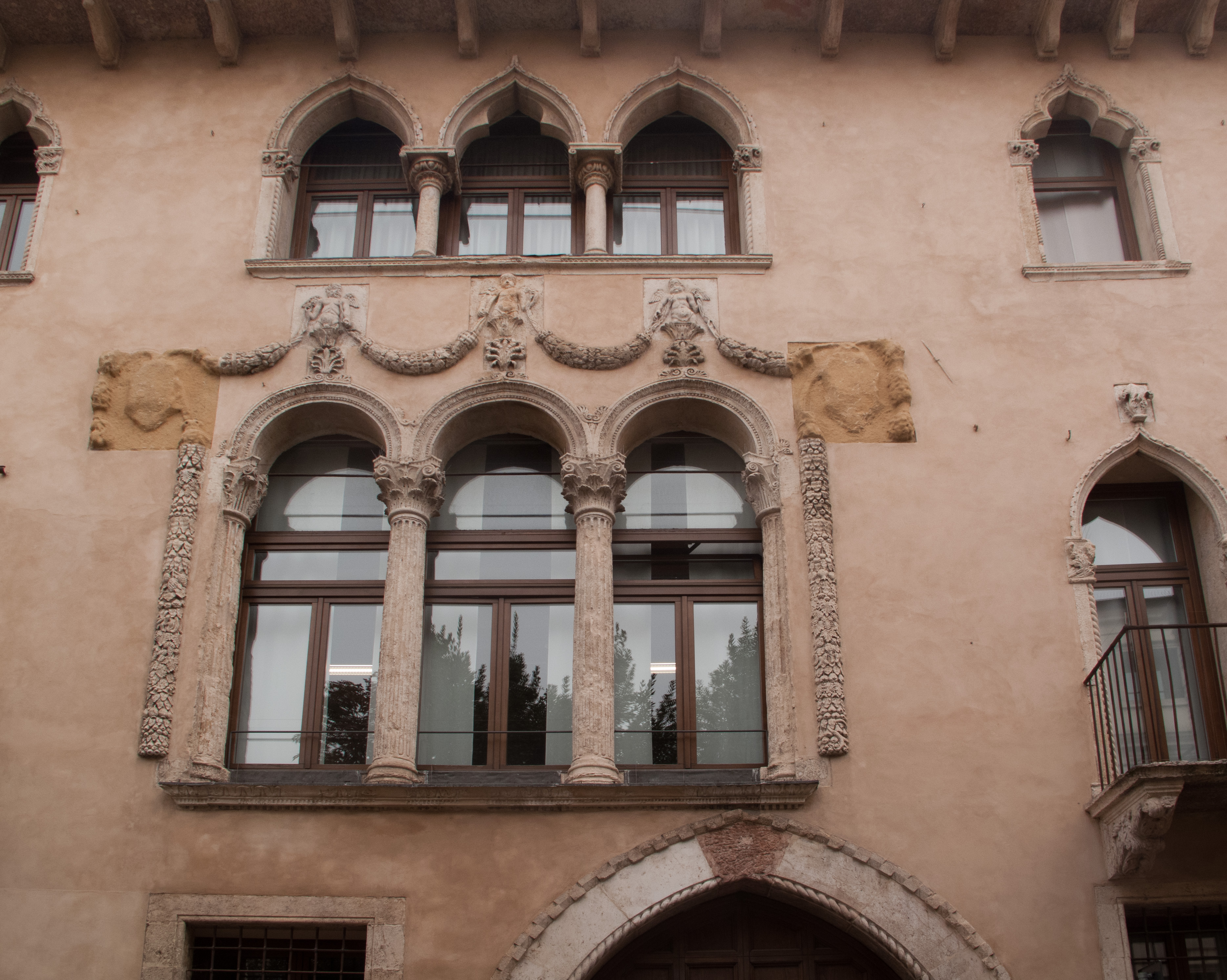
Trifore
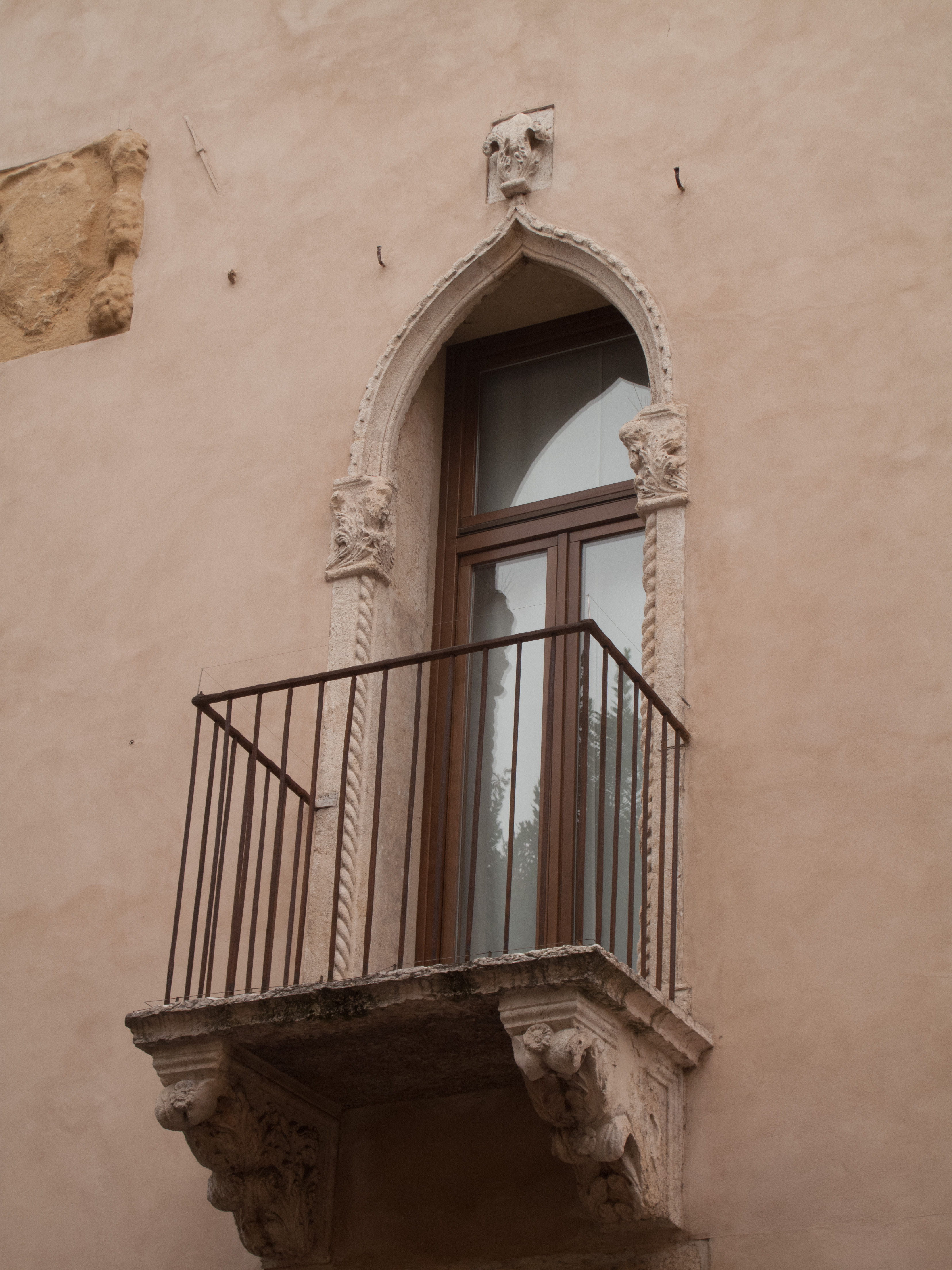
Monofora